# 53 (nombre)
« Cinquante-trois » redirige ici. Pour l'année, voir 53.
Le nombre 53 (cinquante-trois) est l’entier naturel qui suit 52 et qui précède 54.

## En mathématiques
Le nombre 53 est :
- le 16e plus petit nombre premier. Le suivant est 59.
- le 12e nombre premier non brésilien, le suivant est également 59.
- un nombre premier de Sophie Germain.
- la somme de cinq nombres premiers consécutifs (5 + 7 + 11 + 13 + 17). Mais 53 ne peut pas être exprimé comme la somme de n’importe quel entier et des chiffres de cet entier en base 10, ce qui en fait un auto nombre.
- 35 en hexadécimal, c’est-à-dire qu'il s'écrit avec les mêmes caractères utilisés dans la représentation décimale, mais inversés. Trois multiples de 53 partagent cette propriété : 371 = 17316, 5141 = 141516 et 99481 = 1849916.

## Dans d'autres domaines
Le nombre 53 est aussi :
- Le numéro atomique de l’iode, un halogène.
- le numéro de la sourate An-Najm dans le Coran.
- Le nombre de subdivisions d'une octave selon le tempérament de Holder.
- Le numéro de port UDP pour le protocole DNS.
- L’indicatif téléphonique international pour appeler Cuba.
- Le numéro du département français de la Mayenne.
- Années historiques : -53, 53 ou 1953.
- Ligne 53
- « 53 jours » est un roman inachevé de Georges Perec, publié à titre posthume en 1989.
- Le numéro d'une voiture coccinelle dans une série de films produits par les studios Disney dans les années 60 et 70.